# Kristoffer Berntsson
Johan Kristoffer Berntsson (Göteborg, 13 juli 1982) is een Zweedse kunstschaatser. Berntsson is actief als solist en wordt gecoacht door Andrea Dohany.

## Kampioenschappen
Nationaal werd hij veertien keer kampioen. Vijf keer bij de junioren, van 1995-1999, en negen keer bij de senioren, in 2000, 2001, 2004, 2005 en van 2007-2011. Aan het Europees kampioenschap kunstschaatsen nam hij twaalf opeenvolgende jaren deel (2000-2011). Op het EK van 2008 behaalde hij hier met de zevende plaats zijn beste eindklassering. Aan de wereldkampioenschappen nam hij negen opeenvolgende jaren deel (2001-2009). Op het WK van 2007 behaalde hij hier met de negende plaats zijn beste eindklassering tot nu toe. Twee van zijn scores op dit kampioenschap zijn nog steeds zijn persoonlijke records.
Hij was in 2006 deelnemer op de Olympische Spelen. Hier eindigde hij op de 23e plaats.

## Persoonlijke records
| records             | punten | datum      | toernooi |
| ------------------- | ------ | ---------- | -------- |
| Hoogste totaalscore | 206.29 | 22-03-2007 | WK       |
| Hoogste korte kür   | 69.20  | 20-01-2010 | EK       |
| Hoogste lange kür   | 140.20 | 22-03-2007 | WK       |

## Belangrijke resultaten
| Kampioenschap           | 94/95 | 95/96 | 96/97 | 97/98 | 98/99 | 99/00 | 00/01 | 01/02 | 02/03 | 03/04 | 04/05 | 05/06  | 06/07 | 07/08 | 08/09 | 09/10 | 10/11 |
| ----------------------- | ----- | ----- | ----- | ----- | ----- | ----- | ----- | ----- | ----- | ----- | ----- | ------ | ----- | ----- | ----- | ----- | ----- |
| Olympische Spelen       |       |       |       |       |       |       |       |       |       |       |       | 23e    |       |       |       |       |       |
| Wereldkampioenschap     |       |       |       |       |       |       | 31e   | 29e   | 31e   | 21e   | 14e   | 23e    | 9e    | 14e   | 20e   |       |       |
| Europees Kampioenschap  |       |       |       |       |       | 21e   | 21e   | 21e   | 15e   | 13e   | 10e   | 14e    | 10e   | 7e    | 8e    | 15e   | 14e   |
| Nationaal Kampioenschap |       |       |       |       |       |       | Goud  |       |       | Goud  | Goud  | Zilver | Goud  | Goud  | Goud  | Goud  | Goud  |
| NK Junioren             | Goud  | Goud  | Goud  | Goud  | Goud  |       |       |       |       |       |       |        |       |       |       |       |       |